# Sphinx lanceolata
Sphinx lanceolata är en fjärilsart som beskrevs av Felder 1874. Sphinx lanceolata ingår i släktet Sphinx och familjen svärmare. Inga underarter finns listade i Catalogue of Life.